# پاتریک اسمیت
پاتریک اسمیت (انگلیسی: Patrick Smith; ۲۸ اوت ۱۹۶۳ – ۲۰۰۹) بوکسور، کاراته‌کا، ورزشکار هنرهای رزمی ترکیبی و تکواندوکار اهل ایالات متحده آمریکا بود.